# サロメ・ズラビシュヴィリ
- サロメ・ズラビシヴィリ[1]

サロメ・ズラビシュヴィリ（グルジア語: სალომე ზურაბიშვილი、Salome Zurabishvili、1952年3月18日 - ）は、フランス出身のジョージアの政治家。前大統領（第5代、2018年 - 2024年）。ジョージア初の女性大統領である。2024年の憲法改正で、国家元首の選出方法が選挙人団による間接選挙に変更されるため、ズラビシュヴィリは直接選挙で選出される最後の大統領となった。
ジョージア系移民の子として、フランスのパリに生まれる。1970年代にフランス外務省に入省し、外交官として高位の役職を歴任する。2004年にフランスとジョージアのあいだで協定が成立したのを機にジョージア国籍を取得すると同時にジョージアの外相に就任。外相在任中は交渉によってジョージア本土からロシア軍を撤退させたほか、国際連合安全保障理事会イラン制裁委員会専門家会合の調整役も務めた。
その後、大統領のミヘイル・サアカシュヴィリと訣別し、2006年に「ジョージアの道」という政党を設立、2010年まで率いた。2016年の国会議員選挙に無所属で立候補し、当選。2018年の大統領選にも無所属で立候補し、与党の「グルジアの夢＝民主グルジア」から支援を受け、勝利した。
2025年1月6日、アメリカ合衆国のシンクタンクであるマケイン研究所のキッシンジャーフェローに就任した。

## 経歴

### 生い立ち
亡命ジョージア人一家のもとに、パリで生まれる。父のレヴァン（1906年 - 1975年）は機械工で、パリのジョージア人ディアスポラのまとめ役であった。曽祖父のニコ・ニコラゼは19世紀後期のジョージアで有名な社会民主主義者で、知識人グループ「メオレ・ダシ」に所属していた。母のゼイナブ・ケディア（1921年 - 2016年）は、グルジア民主共和国初代首相ノエ・ラミシヴィリの親戚にあたる。いとこに高名な歴史学者で、アカデミー・フランセーズ会員のエレーヌ・カレール・ダンコースがいる（エレーヌの父のジョルジュはサロメの父のレヴァンの兄である）。サロメ自身には、オタルという兄がひとりいる。レヴァンの兄のジョルジュ・ズラビシュヴィリはナチス・ドイツへの協力者として知られ1944年に失踪した 。また、サロメの母方の祖母の兄弟のミハエル・ケディアは第二次世界大戦中のナチス・ドイツのヴェーアマハトのジョージア旅団に属していた。

### フランス外務省時代

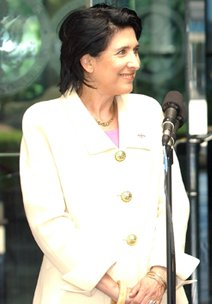
2004年6月

パリ政治学院で学んだ後、ニューヨークのコロンビア大学修士課程に進学、ズビグニュー・ブレジンスキーなどから講義を受けた。1974年に帰国し、フランス外務省に入省。ローマや国際連合、ブリュッセル、ワシントンD.C.などに駐在した。ワシントンのフランス大使館に勤務していた1986年、休暇を利用して初めて両親の故郷であるジョージアを訪れた。
2001年から2003年まで国防総局国際戦略問題部長を務めた後、2003年に駐ジョージア大使に任命された。

### 外相時代

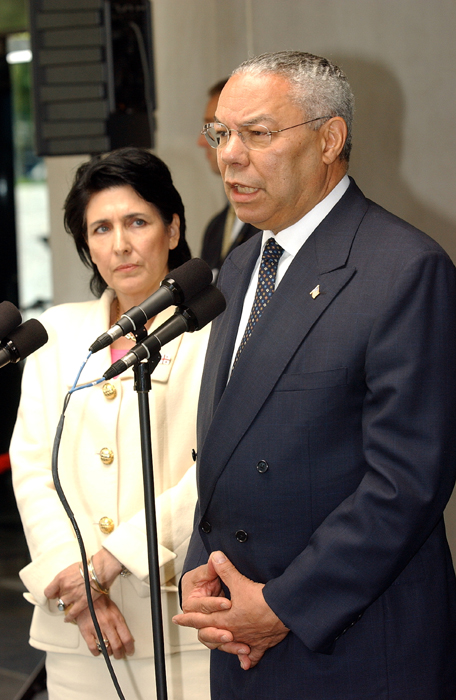
2004年、米国国務長官コリン・パウエルと

2004年、ズラビシュヴィリはジョージア国籍を取得すると共に、大統領のミヘイル・サアカシュヴィリから外相に任命され、3月18日に就任した。ジョージアの外相に女性が就任したのは初めてであった。外相として、ズラビシュヴィリはジョージア国内からロシアの軍事基地を撤収させるための交渉に従事し、2005年5月19日にロシアの外相セルゲイ・ラブロフと協定を締結した。また、北大西洋条約機構 (NATO) への接近や欧州への統合を図るため、ウクライナやリトアニア、ラトビア、エストニア、ルーマニア、ブルガリア、チェコ、ポーランドなどと「新ジョージア友好国グループ」 (New Group of Friends of Georgia) という枠組みを立ち上げた。
しかし国会議員との争いが続いたため、2005年10月19日に首相のズラブ・ノガイデリから外相を更迭された。ジョージアの大使の多くもズラビシュヴィリを痛烈に批判した。また、更迭が発表される直前、ズラビシュヴィリはフランス外務省を退職し、ジョージアで政界に入ると表明した。外相就任後も、ズラビシュヴィリはフランス外務省から給与を支給されていた。

### 政界へ

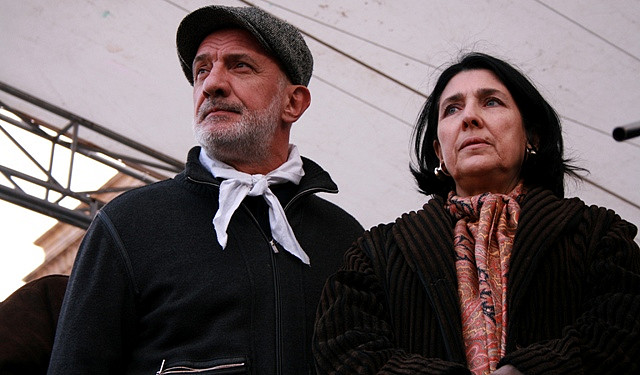
2009年、野党指導者のゴガ・ハインドラヴァと

2005年11月、ズラビシュヴィリは「サロメ・ズラビシュヴィリ運動」という政治組織を立ち上げた。2006年1月にはジョージアの「事実上の一党独裁」を批判して、新党「ジョージアの道」を結成した。ズラビシュヴィリの名前はジョージアでそれなりに知られていたが、政治の舞台で基盤をつくるには時間がかかった。2006年10月5日のトビリシ市議会選挙で、同党の得票率は2.77%に留まった。その後ジョージアの道は、2007年10月に野党統一連合に入った。
2009年にサアカシュヴィリの大統領退陣を求める声が高まった際には、ニノ・ブルジャナゼやダヴィド・ガンクレリゼ、エカ・ベゼリアといった野党の重鎮らとともに、トビリシで抗議デモを行った。
2010年11月12日、ジョージアの道の党首から退くことを表明し、新たな党首にはカハ・セトゥリゼが就任した。それから2年間政界からは退いていたが、復帰を狙って2013年の大統領選挙への出馬を表明し、立候補を届け出たが、フランスとの二重国籍であることを理由に中央選挙管理委員会から却下された。
2016年の国会議員選挙では、トビシリのムタツミンダ地区から無所属で立候補し、当選した。

### 大統領時代
2018年8月、ズラビシュヴィリはジョージア大統領選への立候補を正式に表明した。この時点で無所属であったが、選挙運動ではジョージアの夢から支援を受けた。主要な対抗馬は、サアカシュヴィリが後援するグリゴル・ヴァシャゼであった。選挙戦は国際的には自由なものと評価されたが、一方の陣営が不当なアドバンテージを享受していた上、双方のネガティブキャンペーンが選挙の流れに悪影響を及ぼしたとも指摘された。第一回投票で、ズラビシュヴィリは38.7%を得票したが、過半数には届かず決選投票が実施されることとなった。その決選投票ではズラビシュヴィリが勝利し、2018年12月16日にテラヴィで行われた宣誓式で大統領に就任した。ズラビシュヴィリは大統領選で、サアカシュヴィリ政権時代の2009年に完成したアブラバリ大統領官邸からは通勤しないと公言していた。選挙後も、前大統領のギオルギ・マルグヴェラシヴィリと面会するためアブラバリ邸を訪れることはあったものの、官邸機能はトビリシ中心部のアトネリ街にあるオルベリアニ邸に移った。オルベニアリ邸には2018年12月18日に初めて訪れたが、メディアでは徒歩で入る姿が大きく取り上げられた。小規模な官邸への引っ越しとともに、新政権は大幅な歳出削減も断行した。2019年度予算では、大統領府関係費は350万ラリあまりにまで圧縮された。その結果、大統領府の職員はわずか60名を残して全員解雇された。ズラビシュヴィリはまた、奨学金や教育プログラムなどを提供する大統領基金も廃止した。この決定は、基金存続を唱えていたマルグヴェラシヴィリやマカ・チチュアから批判された。
2019年10月22日の即位礼正殿の儀に参列し、10月24日には迎賓館赤坂離宮で安倍晋三内閣総理大臣と会談を行った。
ジョージアの夢からの支援を受けて大統領に就任したズラビシュヴィリだったが、やがて同党が親ロシア的で、欧州連合への加盟に消極的であると繰り返し非難するようになり、徐々に距離を置き始めた。2023年にはジョージアの夢の反対を押し切り欧州訪問を強行したため、大統領が憲法に違反したとしてジョージアの夢が弾劾手続きに着手。9月12日に同党の議員80人が弾劾嘆願書を提起したものの、与党は十分な議席を持っていないため弾劾は不成立となる公算であった。10月16日、憲法裁判所は弾劾手続きの開始を承認。18日に議会で行われた投票では賛成86、反対1で可決に必要な100票には届かず、弾劾は失敗に終わった。
2024年10月26日に総選挙が行われ、選挙管理委員会は与党・ジョージアの夢が54%近くの得票率になったとの暫定結果を公表。27日、ズラビシュヴィリはこの結果を認めないと主張した上で、ロシアによる選挙介入の可能性を示唆。国民に対して選挙結果に対する抗議行動への参加を呼びかけた。このため新議会が12月14日に執行した大統領選挙の結果も認めておらず、この選挙では野党がボイコットしたため唯一の候補者であるジョージアの夢所属のミヘイル・カベラシヴィリが225人中224票を集め当選したが、ズラビシュヴィリは12月29日の大統領就任式以降も現職にとどまる意向を示している。
12月29日の朝に与党の拘束警告を受け、スラビシュヴィリは公邸のオルベリアーニ宮殿を発つことになった。就任最後の演説で「この建物（オルベリアーニ宮殿）は誰のものでもない。私は正当性を訴える。そして必ず私達は民主主義に打ち勝つ」と語った。

## 思想
2008年の大統領選で、ズラビシュヴィリは他の野党政治家の多くと同様に、ジョージア正教会総主教イリア2世の提唱する、バグラティオニ朝のもとでの立憲君主制への政体移行を支持していた。

## 人物
夫はジャーナリストのジャンリ・カシア（1939年 - 2012年）で、ケテヴァンとティムラズの二子がいる。母語のジョージア語とフランス語に加え、英語も堪能である。

## 著作
- Salomé Zourabichvili (2006). Une femme pour deux pays. Grasset, ISBN 2-246-69561-9
- Salomé Zourabichvili (2007). Fermer Yalta, Cahiers de Chaillot, Institut de sécurité de l'Union européenne
- Salomé Zourabichvili (2008). Les cicatrices des Nations : L'Europe malade de ses frontières. Bourin, ISBN 978-2-84941-075-2
- Salomé Zourabichvili (2009). La tragédie géorgienne. Grasset
- Salomé Zourabichvili (2011). l'exigence démocratique. Bourin éditeur